# シャルル＝ニコラ・コシャン

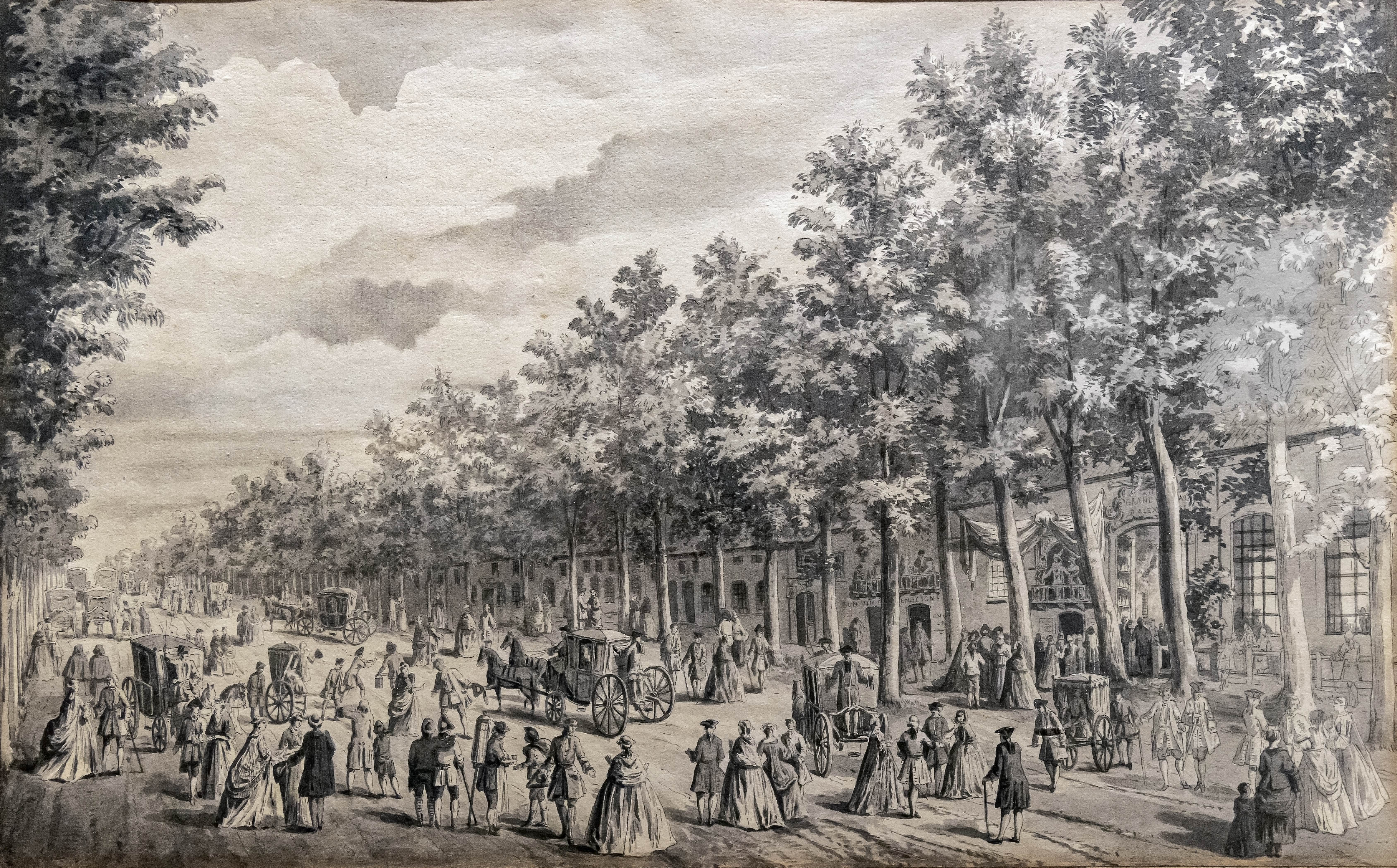
シャルル＝ニコラ・コシャン作のペン画作品、「パリ境界の散歩」、ベンベルグ財団美術館蔵

シャルル＝ニコラ・コシャン（Charles-Nicolas Cochin、1715年2月22日 - 1790年4月29日）は、フランスの版画家である。王立絵画彫刻アカデミーの会員に選ばれ、事務長なども務めた。同名の版画家の父親（Charles-Nicolas Cochin père: c.1757-c.1828）と区別するために「息子のシャルル＝ニコラ・コシャン（Charles-Nicolas Cochin le fils）」や「若いほうの～（Charles-Nicolas Cochin le Jeune）」、シャルル＝ニコラ・コシャン2世とも呼ばれる。

## 略歴
パリで生まれた。同名の父親は版画家 で母親のルイーズ＝マグドレーヌ・ホルテルメル（Louise-Magdeleine Horthemels: 1686–1767）はオランダ出身の書店の娘で、版画家として1707年まで働いていた。母親の姉のマリー・アンヌ・ホルテルメル（Marie-Anne Horthemels）も版画家で、国王の宮廷版画家のニコラ＝アンリ・タルデュー（Nicolas-Henri Tardieu: 1674-1749）と結婚していた。母の妹のマリー・ニコル・ホルテルメル（Marie-Nicolle Horthemels: 1689-??）も宮廷の肖像画家のアレクシス・シモン・ベル（Alexis Simon Belle: 1674-1734）の2度目の妻であった 。
こういった家柄もあって、彫刻家として早くから認められ、1737年になるころには、国王ルイ15世（在位：1715年-1774年）から注文を受けて、宮廷での行事を題材に版画を制作し、1739年から「Menus-Plaisirs du Roi」という組織の公式版画家に任じられた。
1749年から1751年の間は、ルイ15世の公妾ポンパドゥール夫人に選ばれて、夫人の弟で後にマリニー侯爵となるアベル＝フランソワ・ポワソン・ド・ヴァンディエールに随行し、建築家のジャック＝ジェルマン・スフロ（Jacques-Germain Soufflot）や美術評論家のジャン・ベルナール（Jean-Bernard, abbé Le Blanc）と同行しイタリアに旅した。この旅の後、1753年に、同行したジェローム・シャルル・ベリカール（Jérôme Charles Bellicard: 1726-86）と共著で、ヴェスヴィオの噴火によって埋没したイタリアの古代都市、ヘルクラネウムの古代遺物に関する著作を出版した。
フランスに帰国すると、1751年11月に、王立絵画彫刻アカデミーの会員に推薦され、入会申請作品を制作することなくアカデミーの仕事に就き、入会申請作品を発表するのはずっと後の1763年になってからであった。1752年に、王室の筆頭画家のシャルル＝アントワーヌ・コワペルが亡くなると、コワペルの後任として国王の美術品管理の職務に任命され、ルーブル宮殿に部屋を与えられた。王室造営物総監の役職に就いたマリニー侯爵のために働いた。
画家、版画家としては、多くの歴史画や肖像画や、書籍の挿絵、版画を制作した。

## 作品

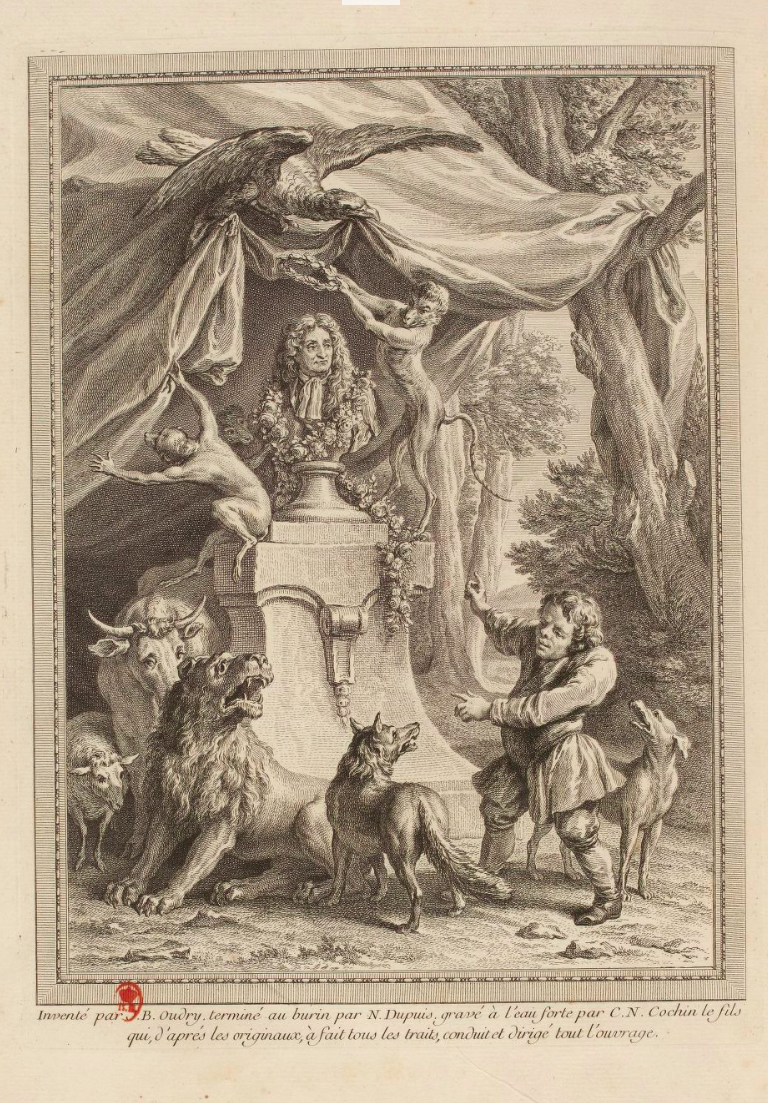
ジャン＝バティスト・ウードリーの原画による版画作品、胸像の人物はジャン・ド・ラ・フォンテーヌ
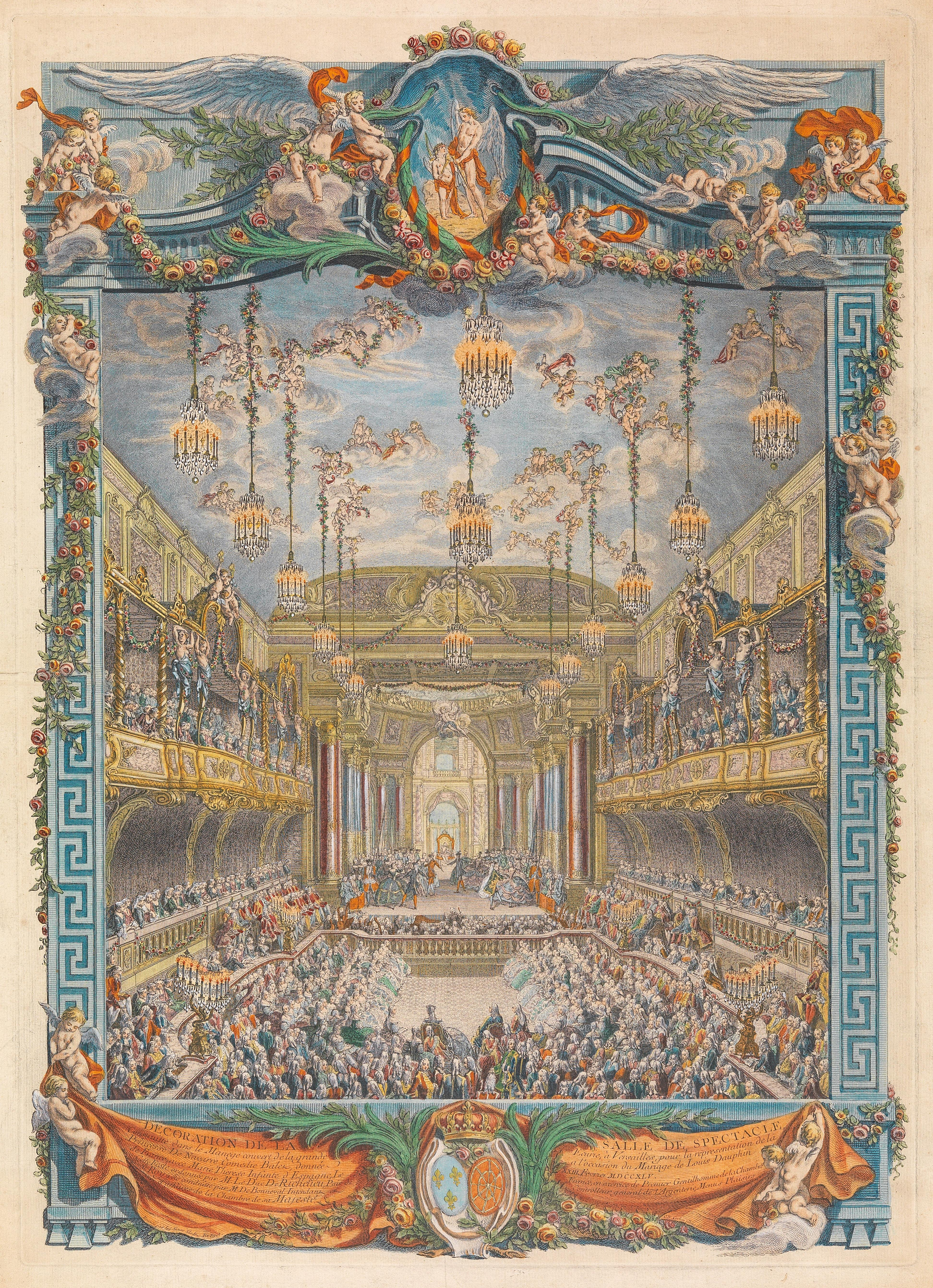
ジャン＝フィリップ・ラモーのオペラ「La princesse de Navarre」の公演の情景
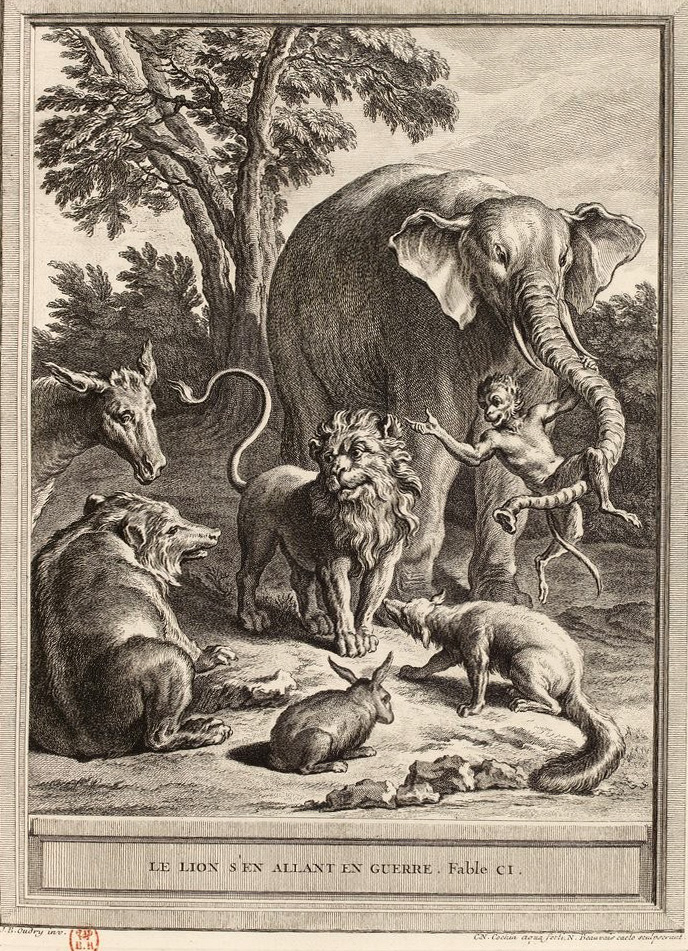
ジャン＝バティスト・ウードリーの原画による版画作品
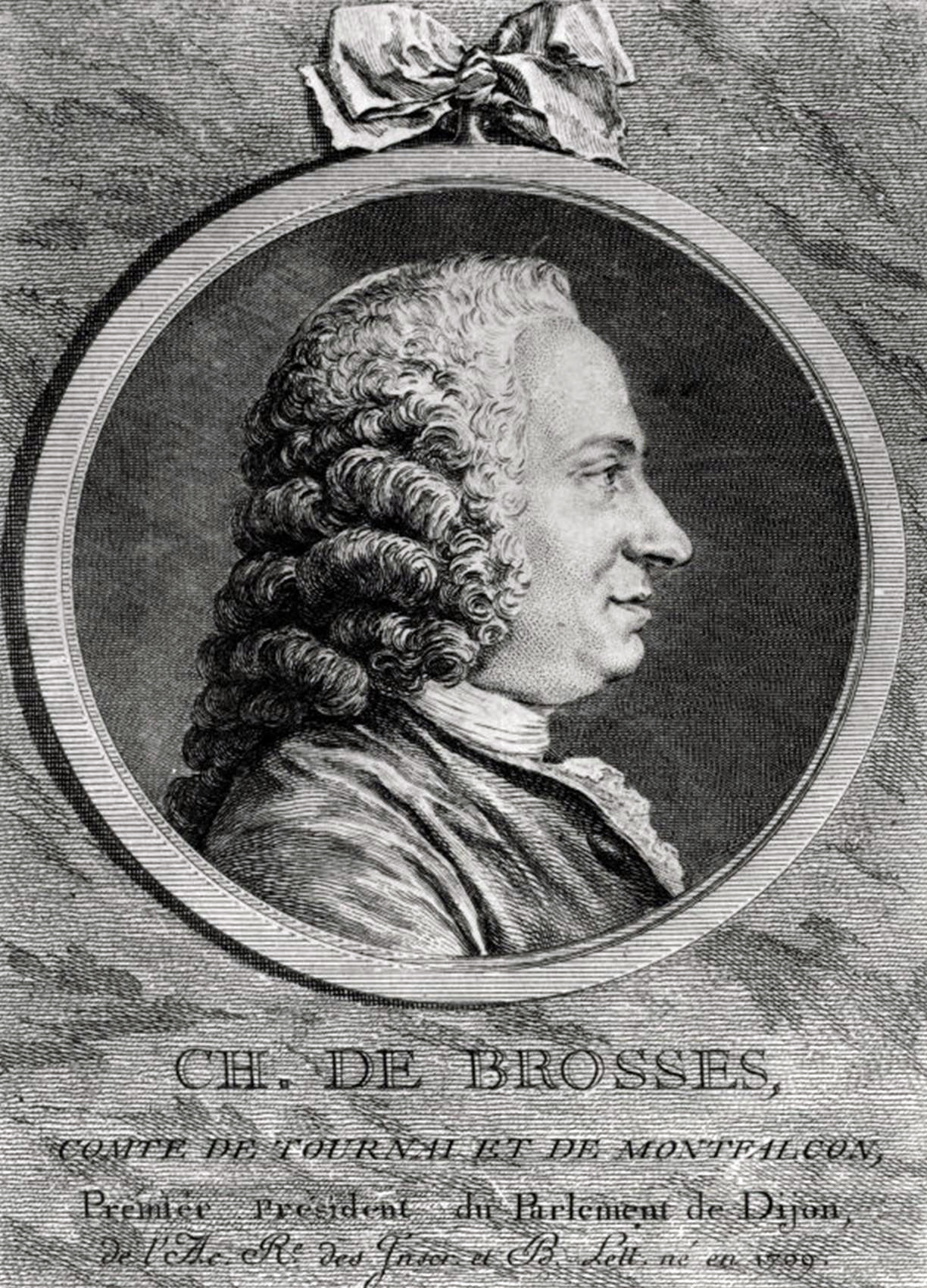
シャルル・ド・ブロスの肖像版画